# Motoren Technik Mayer
La MTM Motor Technik Mayer GmbH con sede in Wettstetten è un'azienda tedesca di tuning automobilistico.

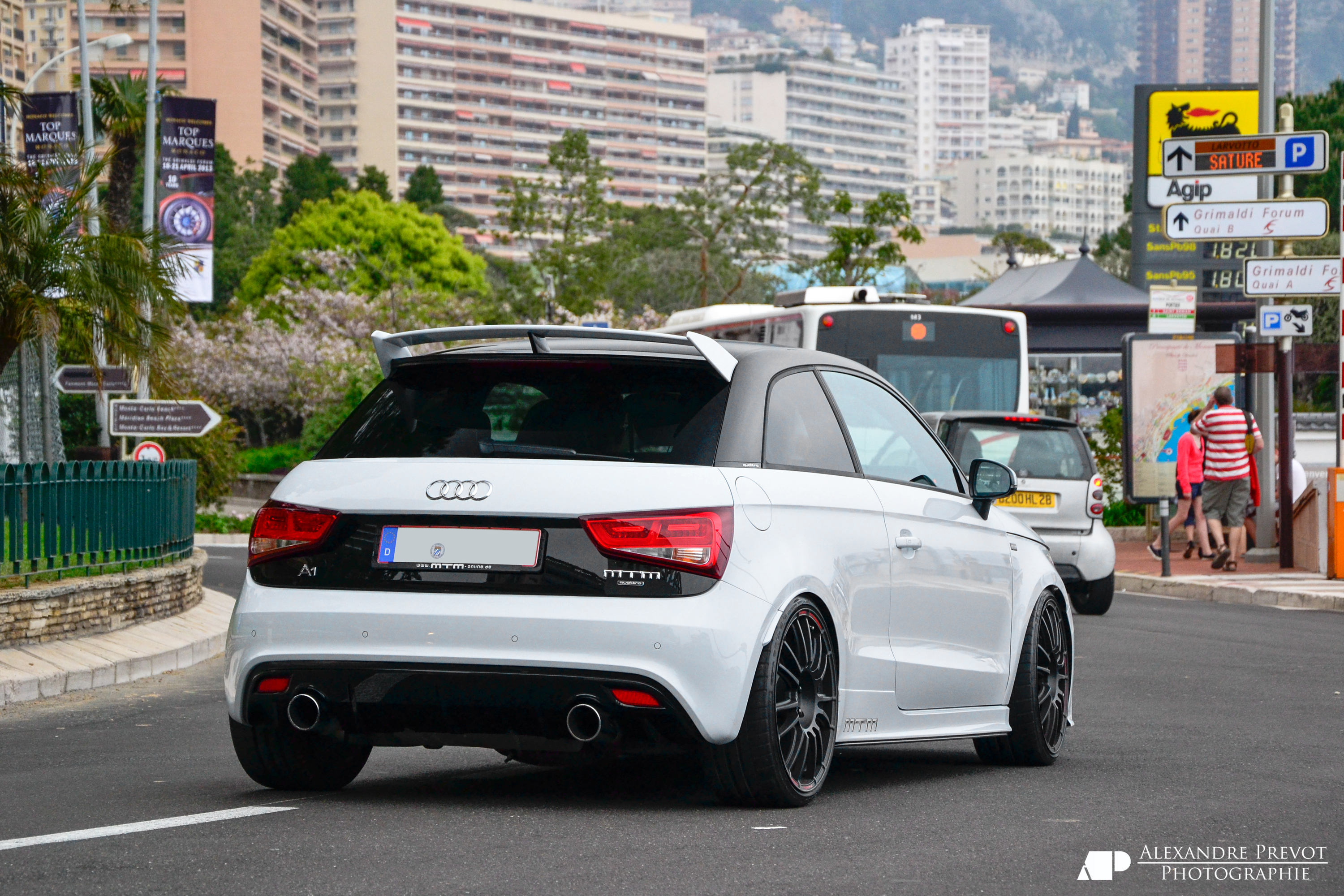
Audi A1 Quattro MTM (410 PS)

## Storia
Roland Mayer lavorava nella metà degli anni '90 come ingegnere Audi per lo sviluppo del cinque cilindri turbo dell'Audi Quattro. Nel 1990 apre una propria società, che si specializza nelle modifiche strutturali del motore. Sin dalla sua fondazione si concentra principalmente sul marchio Audi. Nel frattempo offre prodotti di Tuning per altre case automobilistiche come Volkswagen, Seat, Škoda, Lamborghini e Bentley.
Ai giorni nostri è un concessionario che vanta una rete di circa 90 concessionari in Europa, Nord e Sud America, Asia, Africa e Australia.
I cambiamenti visivi per i veicoli non sono molto evidenti, la MTM preferisce concentrarsi sulle modifiche tecniche piuttosto che sul design. Particolari eccezioni sono stati i modelli dell'Audi A8, serie D2 e D3, che hanno richiesto un ampio lavoro di cromatura.
Ha partecipato occasionalmente anche a gare automobilistiche. Nel 1999, una Audi A4 Quattro con motore MTM ha vinto la 24 ore di Zolder.

## Record di velocità
L'azienda ha raggiunto la popolarità grazie ai suoi test di velocità; per i suoi progetti utilizza il "bimoto", che si basa sull'Audi TT. Il motore sfruttato è l'1,8 quattro cilindri turbo Volkswagen. Esso presenta una potenza di 375 kW (510 CV), che ha raggiunto una picco massimo di 750 kW. Nel 2003 la Bimoto, durante una prova di guida del giornale "Auto Motor und Sport" a Nardò ha raggiunto una velocità massima di 374 km/h, la velocità più alta mai misurata dai tester del giornale. Nel 2007, in uno dei test della rivista "Auto Bild" il Bimoto ha raggiunto una velocità massima di 390,6 km/h. Nello stesso anno raggiunse a Papenburg i 393,62 km/h. L'obiettivo è di rompere il muro dei 400 km/h. Il Bimoto venne venduto in soli 10 esemplari ad un costo di 600.000 Euro cadauno.